# Parafia św. Wojciecha w Zaskalu
Parafia św. Wojciecha w Zaskalu – rzymskokatolicka parafia należąca do dekanatu Biały Dunajec archidiecezji krakowskiej. 